# Priscilla Presley
Priscilla Beaulieu Presley, ursprungligen Priscilla Ann Wagner, född 24 maj 1945 i Brooklyn i New York, är en amerikansk skådespelare, fotomodell och författare. Hon var hustru till rock'n'roll-musikern Elvis Presley under åren 1967–1973. Tillsammans fick de 1968 dottern Lisa Marie Presley.
En kort tid efter Priscilla Presleys födelse avled hennes biologiske far James Wagner i en flygolycka. Hennes mor, norsk-amerikanska Anna Lillian Iversen, gifte om sig med Paul Beaulieu, som var officer i det amerikanska flygvapnet. Familjen Beaulieu var stationerad i Wiesbaden i Tyskland då Elvis Presley var inkallad och stationerad i dåvarande Västtyskland 1958–1960. Priscilla Presley var fjorton år gammal när hon träffade Elvis Presley i dennes hem i Bad Nauheim, dit hon inbjudits av en gemensam bekant. När Elvis Presley lämnade Västtyskland i mars 1960 stod Priscilla på flygplatsen och vinkade av honom.
Först två år senare träffades det blivande paret igen, då Elvis Presley inbjöd Priscilla att hälsa på honom i Los Angeles i juni 1962. Hon återvände för att fira jul med honom på Graceland samma år. Elvis Presley lyckades därefter övertala familjen Beaulieu att låta Priscilla flytta in hos Elvis far Vernon Presley och styvmor Dee Presley i ett hus i närheten av Graceland under våren 1963. Priscilla flyttade dock kort därefter till Graceland hos Elvis Presley. Paret förlovade sig julen 1966 och gifte sig på Aladdin Hotel i Las Vegas den 1 maj 1967. Dottern Lisa Marie föddes 1 februari 1968 i Memphis.
I den biografiska dramafilmen Priscilla från 2023 porträtteras hon av Cailee Spaeny.

## Filmografi i urval
- 1988 – Den nakna pistolen
- 1990 – Ford Fairlane
- 1991 – Den nakna pistolen 2 ½
- 1994 – Nakna pistolen 33 ⅓

### TV-serier
- Dallas 1983–1989, som Jenna Wade
- Melrose Place 1996, som Nurse Benson[3]
- Spin City 1999, som Marie Paterno